# Pinhas Rutenberg
Pinhas Rutenberg (ryska: Пётр Моисеевич Рутенберг, Pjotr Moisejevitj Rutenberg), född 5 februari 1879 i Romny i guvernementet Poltava, död 3 januari 1942 i Jerusalem, var en rysk-judisk ingenjör.

## Biografi
Rutenberg stod de första åren av 1900-talet i förbindelse med ryska revolutionära kretsar. Han kom prästen Georgij Gapons förbindelser med polisen på spåren, och det var i Rutenbergs villa utanför Sankt Petersburg som Gapon 1906 mördades, sedan han där lockats att röja sig under ett samtal, till vilket, honom ovetande, några revolutionära arbetare var lyssnande vittnen. 
Rutenberg, som ej torde ha haft någon andel i själva mordet, begav sig därefter utomlands. Han uppges ha innehaft någon förtroendepost under Aleksandr Kerenskijs styrelse i Ryssland 1917 och ägnade sig därefter helt åt Brittiska Palestinamandatets förseende med elektrisk kraft genom tillgodogörande av vattenkraften i Jordan och dess biflod Yarmuk. Kapital till detta vittomfattande företag anskaffade han i flera länder, särskilt i USA, och han var den ledande såväl i Jaffa Electric Company, vilket 1921 erhöll koncession på utnyttjande av vattenkraften i Yarkonbäckenet vid Jaffa, och i Palestine Electric Corporation, som 1924 definitivt erhöll motsvarande koncession för det övriga Palestina. Han hade sedan 1921 haft denna koncession på hand och framgångsrikt lyckats bemöta oppositionen mot den monopolställning hans bolag skulle komma att för lång tid framåt intaga i fråga om kraftdistributionen i Palestina.